# نايس (يونكس)
nice برنامج موجود في أنظمة التشغيل يونكس وشبيهة يونكس مثل جنو/لينكس. يتعامل nice مباشرة مع استدعاء في النواة بنفس الاسم. يقوم nice بترتيب أولوية العمليات في جدول النواة. يعطي الرقم -20 الأولوية العليا للعملية و19 الأولوية الدنيا لها. الرقم المبدئي للعمليات عادة ما يكون 0
يصبح nice مهمًا عندما تطلب العمليات مواردًا لا تستطيع وحدة المعالجة المركزية إعطاءها. في هذه الحالة، تنال العملية ذات الأولوية العليا مقدرًا أكبر من وقت وحدة المعالجة المركزية. إذا كانت وحدة المعالجة المركزية قادرة على توفير موارد أكثر مما تطلبه العمليات، فعندها حتى أقل العمليات أولوية يمكنها أن تحصل على 99% من وحدة المعالجة المركزية. الجذر وحده يستطيع ضبط nice إلى قيمة ذات أولوية عليا. في جنو/لينكس يمكن تغيير /etc/security/limits.conf للسماح لمستخدمين آخرين أو لمجموعات أخرى بأن تضبط قيمًا منخفضة.